# 德莱特
德莱特（法語：Delettes，法語發音：[dəlɛt]）是法国上法蘭西大區加来海峡省的一个市镇，属于圣奥梅尔区。

## 地理
德莱特（50°37'3"N, 2°12'47"E）面积14.69 平方千米，位于法国上法蘭西大區加来海峡省，该省份为法国北部沿海省份，西北濒北海，南至索姆省，东临北部省。
与德莱特接壤的市镇（或旧市镇、城区）包括：泰鲁阿讷、博米、克莱蒂、科耶克、多昂、埃尔尼圣于连、贝兰盖姆、昂坎莱吉讷加特。

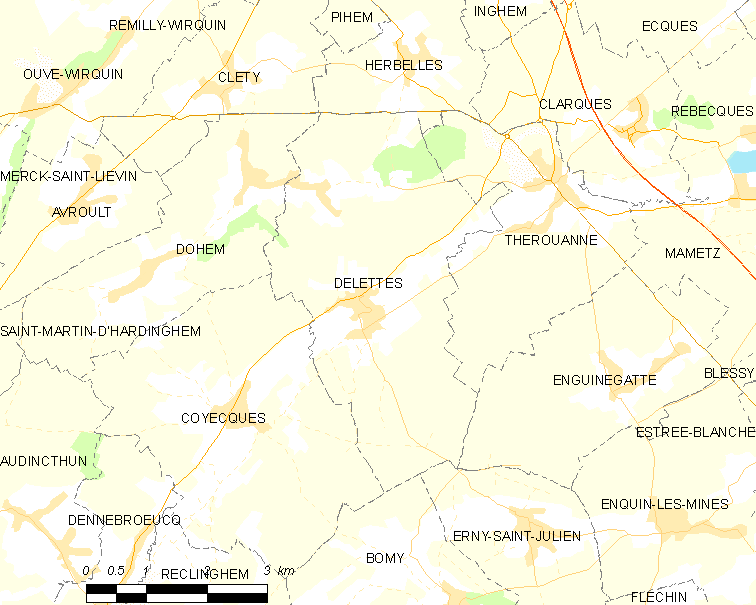
德莱特的OSM定位图

德莱特的时区为UTC+01:00、UTC+02:00（夏令时）。

## 行政
德莱特的邮政编码为62129，INSEE市镇编码为62265。

## 政治
德莱特所属的省级选区为弗吕日县。

## 人口

1962-2008年间德莱特人口变化图示

德莱特于2022年1月1日时的人口数量为1146人。